# جيم شيروود
جيم شيروود (بالإنجليزية: Jim Sherwood)‏ هو عازف ساكسفون وملحن وموسيقي أمريكي، ولد في 8 مايو 1942 في أركنساس سيتي في الولايات المتحدة، وتوفي في 25 ديسمبر 2011.

## وصلات خارجية
- جيم شيروود على موقع IMDb (الإنجليزية)
- جيم شيروود على موقع ميوزك برينز (الإنجليزية)
- جيم شيروود على موقع أول ميوزيك (الإنجليزية)